# Álex Moreno
Álex Fernando Moreno Paz (Quibdó, Chocó; 25 de enero de 2002) es un futbolista colombiano. Juega como defensa central en Millonarios de la Categoría Primera A de Colombia.

## Carrera en clubes

### Millonarios

#### Llegada al profesionalismo (2022)
Tras pasar cerca de cuatro años compitiendo en las inferiores de Millonarios, jugando incluso torneos continentales como la Copa Libertadores Sub-20; finalmente el 30 de octubre de 2021 recibe su primera convocatoria al primer equipo, por el entonces técnico, Alberto Gamero, para un partido ante La Equidad por el Torneo Finalización 2021. Sin embargo su debut se da al año siguiente, el 19 de febrero de 2022 por un partido por el Torneo Apertura 2022 ante Jaguares, ingresando al juego como titular.

#### (2023-24)
Para la Temporada 2023, Álex disputa su primer torneo continental con el primer equipo, siendo la Copa Sudamericana 2023, incluso ingresando como titular en un encuentro ante América (MG). Mismo año en el que marca su primer gol como profesional, en un partido por el Torneo Apertura 2023 ante Boyacá Chicó con un remate de cabeza al minuto ’51 de juego, asistido por Elvis Perlaza.
En tal temporada y en la siguiente —Temporada 2024—, continúa siendo tenido en cuenta por el técnico Alberto Gamero; siendo convocado rutinariamente y volviéndose un revulsivo importante para el primer equipo; a su ves que crece en su profesión y gana experiencia, con altos rendimientos en certámenes locales y continentales como la mencionada Copa Sudamericana y la Copa Libertadores.

## Selección nacional

### Colombia Sub-15
Su primer acercamiento a su selección nacional se da en julio de 2017, siendo convocado a un microciclo, por el entonces técnico de Colombia Sub-15, Jorge Serna; mientras jugaba para Formación Alemana de la Liga de Bogotá, y la Selección Bogotá.
Posteriormente en noviembre de ese mismo año es llamado para disputar el Campeonato Sudamericano Sub-15 de 2017 en Argentina.

## Estadísticas

### Clubes
Actualizado al último partido jugado el 25 de mayo de 2024.
| Club                   | Div.          | Temporada     | Liga  | Liga  | Liga   | Copas nacionales | Copas nacionales | Copas nacionales | Copas internacionales | Copas internacionales | Copas internacionales | Total | Total | Total  | Media Goleadora |
| Club                   | Div.          | Temporada     | Part. | Goles | Asist. | Part.            | Goles            | Asist.           | Part.                 | Goles                 | Asist.                | Part. | Goles | Asist. | Media Goleadora |
| ---------------------- | ------------- | ------------- | ----- | ----- | ------ | ---------------- | ---------------- | ---------------- | --------------------- | --------------------- | --------------------- | ----- | ----- | ------ | --------------- |
| Millonarios · Colombia | 1.ª           | 2022          | 1     | -     | -      | -                | -                | -                | -                     | -                     | -                     | 1     | -     | -      | -               |
| Millonarios · Colombia | 1.ª           | 2023          | 14    | 1     | -      | -                | -                | -                | 1                     | -                     | -                     | 15    | 1     | -      | 0,06            |
| Millonarios · Colombia | 1.ª           | 2024          | 8     | -     | -      | -                | -                | -                | 2                     | -                     | -                     | 10    | -     | -      | -               |
| Millonarios · Colombia | Total club    | Total club    | 23    | 1     | -      | -                | -                | -                | 3                     | -                     | -                     | 26    | 1     | -      | 0,03            |
| Total carrera          | Total carrera | Total carrera | 23    | 1     | -      | -                | -                | -                | 3                     | -                     | -                     | 26    | 1     | -      | 0,03            |
|                        |               |               |       |       |        |                  |                  |                  |                       |                       |                       |       |       |        |                 |

Fuente: Transfermarkt

## Palmarés

### Campeonatos nacionales
| Título          | Club              | Año  |
| --------------- | ----------------- | ---- |
| Torneo Apertura | Millonarios F. C. | 2023 |